# Zarinsk
Zarinsk (ros. Заринск) – miasto w azjatyckiej części Rosji, w Kraju Ałtajskim, centrum administracyjne rejonu zarińskiego.

## Położenie
Miasto położone jest na obu brzegach rzeki Czumysz (dopływ Obu), 110 km od Barnaułu, przy linii kolejowej Barnauł – Nowokuźnieck.

## Historia
Miasto powstało w związku z budową Ałtajskiego koksowoochemicznego kombinatu w latach 1972–1985, obecnie Ałtaj-koks i związane było z planem industrializacji Syberii. Samo miasto powstało w miejscu osady Zarinskaja (Заринская) i wsi Sorokino (Сорокино), istniejącej od 1748.